# Киевская митрополия (1620—1688)
Киевская митропо́лия — православная митрополия Константинопольского патриархата на территории Речи Посполитой и Войска Запорожского. Существовала с 1620 по 1688 год, когда в результате перехода Войска Запорожского в российское подданство её было включено в состав Московского патриархата, а митрополиты изменили титул на «Киевский, Галицкий и Малыя России». Кафедра располагалась в Киеве.

## Предыстория

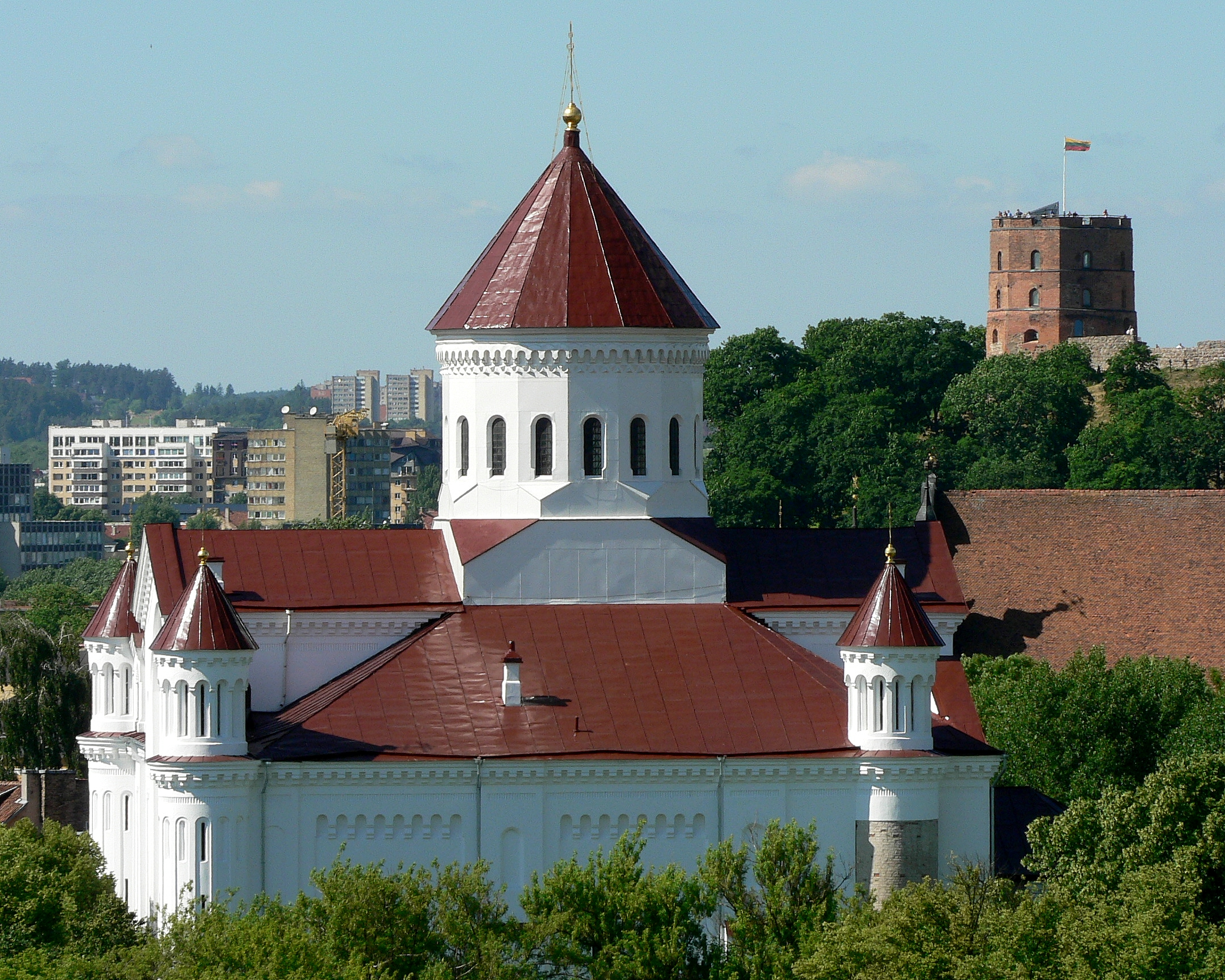
Собор Успения Богородицы в Вильне, основанный при великом князе Ольгерде в 1346 году. Кафедральный собор Киево-Литовской митрополии в 15-16 веках.

В 1441 году в Великом княжестве Московском был схвачен в Москве и затем бежал признавший Флорентийскую унию митрополит Киевский и всея Руси Исидор. В 1448 году собором русских епископов был избран в Москве новый митрополит Киевский и всея Руси Иона. Поставление Ионы считается началом фактической самостоятельности (автокефалии) северо-восточных русских епархий, хотя и не вызвало возражений со стороны Константинополя и было признано великим князем Литовским Казимиром IV (1451), санкционировавшим подчинение литовско-русских епархий митрополиту Ионе.
Исидор только в 1458 году отказался от титула митрополита Киевского и всея Руси в пользу своего ученика Григория (Болгарина), которого бывший константинопольский патриарх Григорий III Мамма назначил на западные русские земли с кафедрой в Киеве. Он и его преемники стали носить титул митрополитов Киевских, Галицких и всея Руси. По смерти Ионы (1461) избранный в Москве митрополит Феодосий и его преемники стали носить титул митрополитов Московских и всея Руси, сохранив лишь формальное подчинение Константинополю.
В 1469 году сан Григория был подтверждён новым Константинопольским патриархом Дионисием I. Новгородцы сочли нужным отправить кандидата на место умершего архиепископа Ионы на поставление в сан не к московскому митрополиту, а к киевскому, и это стало главной причиной первого похода Ивана III на Новгород (1471).
В 1569 году Великое княжество Литовское, в результате Люблинской унии, вошло в состав Речи Посполитой, утратив при этом часть государственности. Южные земли княжества, включая Волынь и Киев, отошли к польской короне.
В 1596 году была заключена Брестская уния иерархов киевской митрополии с Римско-католической церковью, образовав тем самым Русскую униатскую церковь. Большая часть епископата и клира Киевской (западнорусской) митрополии приняли её, сохранив богослужение византийской литургической традиции на церковнославянском языке.
Православные священники и монахи не принявшие унию, оставались без митрополита, и такое положение сохранялось вплоть до восстановления православной Киевской митрополии в 1620 году, когда православные киевские митрополиты вновь стали носить титул митрополита Киевского, Галицкого и всея Руси.

## История

### Восстановление православной Киевской митрополии в Речи Посполитой

Иов (Борецкий), Митрополит Киевский, Галицкий и всея Руси

В первые времена образования юго-западной митрополии митрополит занял место в ряду высших чиновников в государстве; но с введением унии православный митрополит потерял значение. В XVII в. стремлением его было занять место в сенате наряду с католическими митрополитами. Не раз это было обещано, но обещание не исполнялось, и католики не пускали в сенат даже униатских миссионеров.
Дело Михаила с гораздо большей жестокостью и настойчивостью продолжал Ипатий Поцей, с 1599 г. киевский митрополит. Жил он, главным образом, во Владимире-на-Волыни, где и умер в 1613 г., назначив, вопреки церковным установлениям (76 правило св. апостол), ещё при жизни своим преемником с 1611 г Иосифа Велямина-Рутского, бывшего сначала кальвинистом, затем католиком, наконец униатом. Иосиф старался насаждать унию, хотя и не с таким успехом, как его предшественники. При нём, в 1620 г., приехал в Киев иерусалимский патриарх Феофан, имевший от константинопольского патриарха полномочие устроить все церковные порядки на Руси. Православные в Киеве обратились к нему за защитой против униатов и с просьбой поставить им православного митрополита.
9 октября 1620 году Феофан III посвятил Иова Борецкого в сан нового митрополита Киевского и всея Руси (а также епископов на другие кафедры), архимандрита виленского Мелетия Смотрицкого — на архиепископию полоцкую, витебскую и мстиславльскую, а Иосифа Курцевича — на епископию владимирскую (на Волыни).

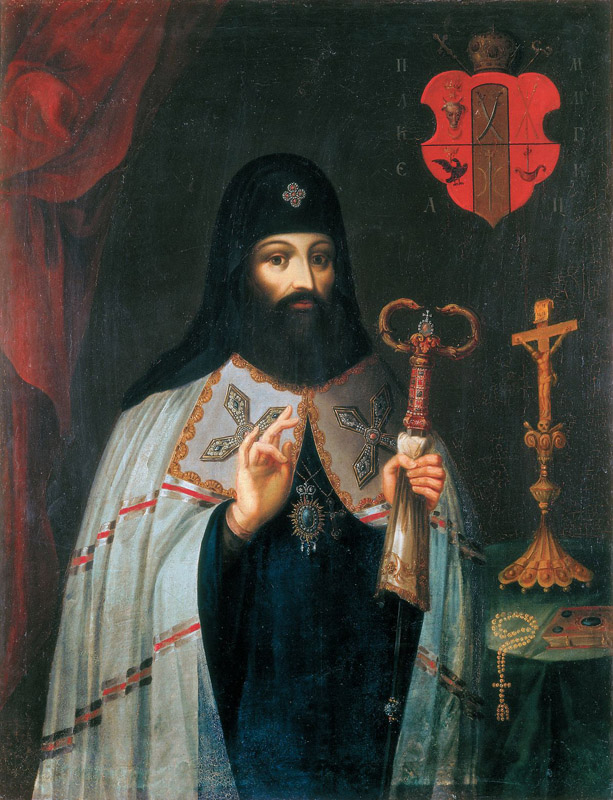
Пётр (Могила), Митрополит Киевский, Галицкий и всея Руси

Велямин-Рутский обратился к папе, который предписал ловить и истреблять неуниатов. Борьба происходила почти во все управление митрополией Иова. В 1629 г. был созван собор для переговоров униатов с православными, но переговоры не привели ни к чему. По смерти в 1631 г. Иова Борецкого митрополитом был избран Исаия Копинский, но он скоро был оттеснен знаменитым Петром Могилой и умер в 1634 г. на покое. Петр Могила сумел много сделать в пользу православной церкви. Основанная им коллегия явилась рассадником борцов за дело православия, а главное, долгое время была рассадником образованности и просвещения среди малорусского народа вообще. В борьбе с униатами, во главе которых стоял сначала митрополит Иосиф Велямин-Рутский, а затем его преемники, Иосиф Корсак и Антоний Селява, Петру Могиле много помогали запорожские казаки. Поэтому они и участвовали вместе с духовенством при выборе в 1647 г. преемника Могилы, Сильвестра Коссова. Королевской привилегии на это избрание не было, но Коссов, с благословения константинопольского патриарха, был посвящён в 1647 г. в митрополиты юго-западным духовенством, с титулом Митрополита киевского, галицкого и всея Руси, экзарха константинопольского престола. Титул этот носил и Петр Могила. При Коссове, по Зборовскому договору, киевскому митрополиту предоставлено было место в сейме наряду с католическими епископами; православная вера и школы получили довольно широкие привилегии. Но достаточно было одного значительного поражения казаков, чтобы православные стали опять подвергаться преследованиям.

### Переход Киевской митрополии под фактическое управление Московского патриархата

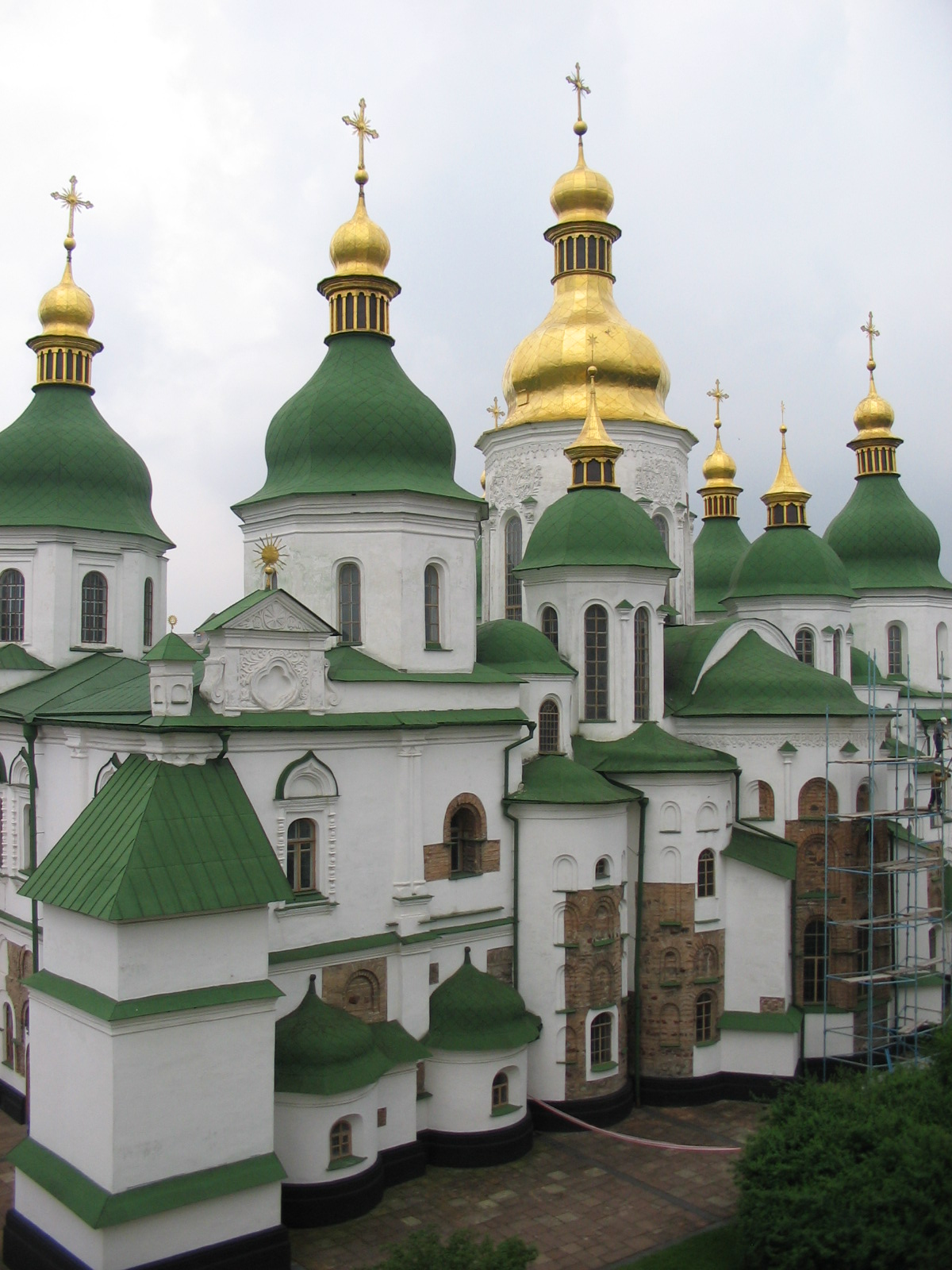
Софийский собор в Киеве Кафедральный собор Киевской митрополии

Договором 1654 г. о присоединении Малороссии к России за митрополитом киевским утверждались все его прежние права и владения, но с подчинением московскому патриарху. Сильвестр Коссов не сразу присягнул московскому царю, отговариваясь страхом польской мести, и хлопотал, чтобы малороссийская иерархия была оставлена в ведомстве греческого патриарха. Фактически киевские митрополиты до Гедеона Святополка князя Четвертинского ни разу не посвящались от московского патриарха. Коссов умер и 1657 г., и преемником ему был избран Дионисий Балабан; но так как он явно тянул на польскую сторону и отказался обратиться за благословением к московскому патриарху, то в Москве и не признавали его митрополитом.
В 1661 г. управлявший московской патриархией Питирим посвятил нежинского протопопа Максима Филимонова в епископы мстиславские под именем Мефодия, и назначил его управлять западнорусской церковью вместо Дионисия, явно перешедшего на сторону Польши. Но Мефодия не признавал за наместника греческий патриарх, а митрополит Дионисий посвятил на мстиславскую кафедру Иосифа Нелюбович-Тукальского, в 1663 г. в Чигирине избранного духовенством и старшиной в митрополиты киевские. Другая партия (главным образом гетман Тетеря), избрала митрополитом перемышльского епископа Антония Винницкого. Смута в западнорусской церкви была неизбежна, если бы Тукальский не попался в плен полякам. На левом берегу церковными делами продолжал управлять Мефодий, поддерживаемый Брюховецким. У него родилась мысль сделаться самому митрополитом, а когда в Москве отнеслись к этому неблагоприятно, он начал интриговать против Москвы. В это время был заключен Андрусовский мир, которым в Малороссии были недовольны. Во главе враждебной Москве партии стал Дорошенко, который переманил на свою сторону гетмана Брюховецкого, а Мефодию обещал киевскую митрополию, но не сдержал данных обещаний; с Мефодия Иосиф Тукальский, которого Дорошенко освободил из польского плена, снял епископский сан. Мефодий убежал в Москву, где был подвергнут заточению. Но Тукальскому не удалось утвердиться в Киеве; до самой своей смерти (в 1676 г.) он жил в Чигирине при Дорошенке; на левом берегу его не признавали, несмотря на признание его со стороны константипольского патриарха. Делами церкви управлял Лазарь Баранович, к которому после смерти Иосифа Тукальского перешло управление церковными делами на правой стороне Днепра.
В XVII веке с продолжением расширения Русского государства на запад и юг, в его состав на правах автономии вошли территории левобережных епархий Киевской митрополии (Киевская и Черниговская епархии), что привело к естественному конфликту, осложнявшемуся борьбой грекокатоликов и православных в большинстве епархий: Луцкой, Львовской, Перемышльской и Могилёвско-Мстиславской.

### Присоединение Киевской митрополии к Московскому патрирхату

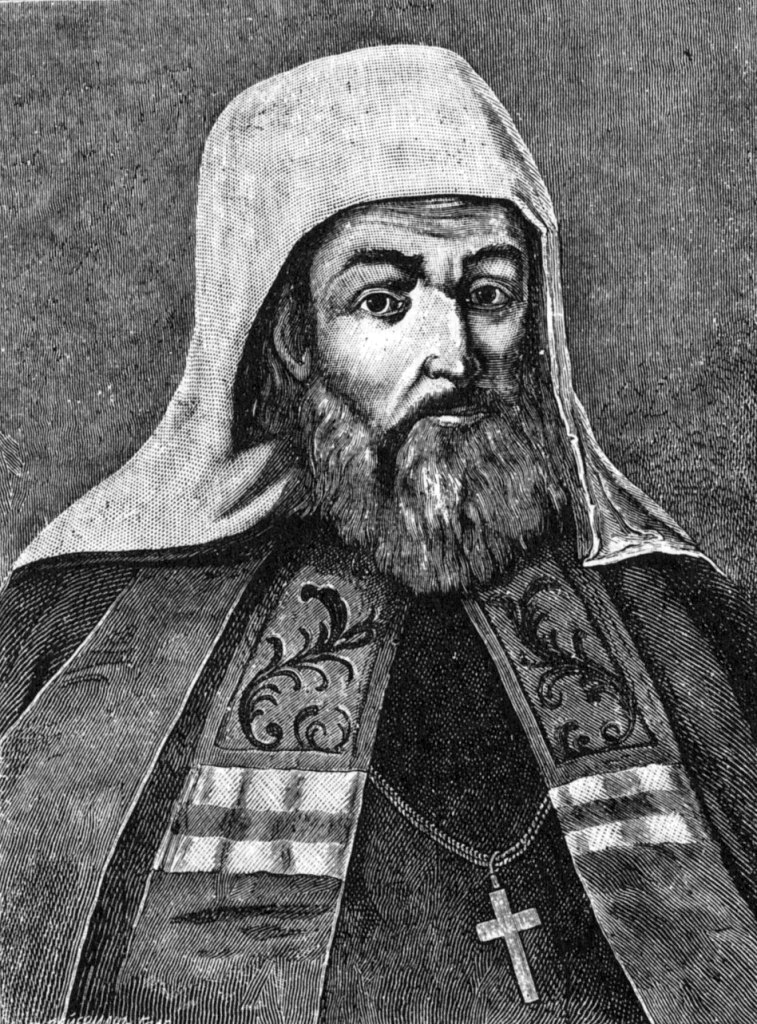
Гедеон Святополк-Четвертинский, Митрополит Киевский, Галицкий и всея Руси

Когда в 1686 г. левый берег Днепра и Киев отошёл по мирному договору к Русскому царству, Москве удалось добиться согласия от Константинопольского патриарха Дионисия IV на подчинение Киевской митрополии Московскому патриарху. Кандидатами в митрополиты были Лазарь Баранович и Варлаам Ясинский, но ни один из них не соглашался ехать на посвящение в Москву; поэтому был избран в Киеве приехавший к гетману Самойловичу в 1685 г. Гедеон Святополк князь Четвертинский. В 1686 г. он был посвящён в Константинополе и в Москве в митрополиты киевские задним числом. Ему была выдана настольная грамота, в которой он назван митрополитом киевским и галицким и Малые России, а киевская митрополия — первоначальной между всеми русскими; она не подчинялась московскому патриарху и находилась только под послушанием и благословением его.

### В настоящее время
В 2018 году решение о передаче Киевской митрополии в юрисдикцию Московского патриархата было отменено Константинопольским патриархатом

## Митрополиты Киевские и всея Руси с 1620 по 1688 годы
1. Иов Борецкий (9 октября 1620 — 2 марта 1631)
2. Исаия Копинский (20 июля 1631 — 5 октября 1640)
3. Петр Могила (28 апреля 1632 — 1 января 1647)
4. Сильвестр Коссов (1648—1657)
5. Дионисий Балабан (1658—1663)
6. Иосиф Нелюбович-Тукальский (1663—1675)
7. Антоний Винницкий (1675—1679)
8. Гедеон Четвертинский (8 ноября 1685 — 27 января 1688)[3].

27 января 1688 года титул Киевского митрополита был изменён на «Киевский, Галицкий и Малыя России», что отражало фактический переход Киевской митрополии Константинопольского патриархата в состав Московского Патриархата. В синодальный период Киевские митрополиты превратились в епархиальных архиереев Русской православной церкви с сохранением митрополичьего титула.